# 남계정
남계정(南溪亭)은 대한민국 전북특별자치도 완주군에 있는, 남계 이온(李溫)이 말년에 세운 정자이다. 1990년 6월 30일 전라북도의 유형문화재 제134호로 지정되었다.

## 참고 자료
- 남계정 - 국가유산청 국가유산포털